# Akademie-Preis der Bayerischen Akademie der Wissenschaften
Der Akademie-Preis der Bayerischen Akademie der Wissenschaften wird seit 1961 von der Bayerischen Akademie der Wissenschaften „jährlich für wissenschaftliche Leistungen an Personen verliehen, die nicht hauptberuflich in der Forschung tätig sind. Er ist mit 5000 Euro dotiert und wird von der Stiftung zur Förderung der Wissenschaften in Bayern finanziert.“ (Stand 2019)

## Preisträger (ab 1986)
- 1986 Otto Braasch
- 1987 Klaus Schildberger und Franz-Xaver Herrmann
- 1988 Karl Daumer
- 1989 Walter Metzner
- 1990 Ursula Koch
- 1991 Helga Reindel-Schedl
- 1992 Dagmar von Helversen
- 1993 Werner Müller und Günther Wächtershäuser
- 1995 Alfred Einhellinger
- 1996 Otto Mergenthaler und Eva Ziesche
- 1997 Helmut Boese
- 1998 Ronald E. Watson
- 1999 Martha Haussperger
- 2001 Erhard Dürr
- 2001 Klaus-Peter Kelber
- 2002 Dorothea Hölscher-Lohmeyer
- 2003 Johann F. Ehrhardt
- 2004 Otto Gritschneder
- 2005 Josef Bogner
- 2006 Wilhelm Kemp
- 2007 Dieter Launert
- 2008 Hermann Süß
- 2009 Karl Bayer (†, postum verliehen)
- 2009 Lenz Meierott
- 2010 Ludwig Meinunger und Wiebke Schröder
- 2011 Hubert Kaufhold
- 2012 Hartmut Mehlitz
- 2013 Peter Rau
- 2014 Thomas Josef Witt
- 2015 Wolf-Armin von Reitzenstein
- 2016 Helga Marxmüller
- 2017 Ernst-Peter Wieckenberg, Sixtus Lampl
- 2018 Erwin Scheuchl
- 2019 Eva Schönberger, Otto Schönberger, Kurt Steinmann
- 2020 Franz G. Dunkel
- 2021 Hermann Walter Patsch
- 2023 Andreas Jakob
- 2024 Erwin Reichardt